# Romang (Argentinië)
Romang is een plaats in het Argentijnse bestuurlijke gebied San Javier in de provincie Santa Fe. De plaats telt 8.011 inwoners.